# Anti-Cimex
Anti Cimex — шведская краст-панк-группа, базировавшаяся в разное время в Шёвде, Гётеборге, Линчёпинге и Мальмё, сформированная в 1981 году. Одна из первых групп, определивших развитие жанра скандинавский хардкор-панк. Их второй 7-дюймовый альбом Raped Ass считается первым альбомом в жанре ди-бит. Историк сцены Петер Яндреус описывает группу как самую известную шведскую панк-группу 1977-1987 годов.
Название коллектива взято от одноимённой шведской компании по борьбе с вредителями Anticimex, которое, в свою очередь, произошло от латинского названия постельного клопа — Cimex.

## История
Первоначальный состав, сформированный в 1981 году, был следующим: Йонссон на басу, Ниллен на вокале, Чарли на барабанах и Йоке на гитаре. Йонссон какое-то время был басистом в Shitlickers, еще одной ранней шведской ди-бит группе. Порепетировав некоторое время, они выпустили свой первый 7-дюймовый EP Anarkist Attack. В 1982 году они выгнали Ниллена. Йонссон занял место вокалиста, а Конрад взял на себя бас. Следующий 7-дюймовый EP под названием Raped Ass вышел в 1983 году. Эта работа считается одной из самых тяжелых в истории хардкора.
В 1984 году они выпустили ещё один 7-дюймовый EP, Victims Of A Bomb Raid. В 1986 году они выпустили мини-LP (12") под названием Criminal Trap (этот 12-дюймовый диск также включен в качестве бонуса на компакт-диск Absolut Country of Sweden). В это время Джок устал от группы, и они спросили Клиффа, не хочет ли он присоединиться к группе, но он отказался, а остальные участники группы устали от проблем, и в результате группа распалась.
В 1990 году они решили возродить группу после того, как Клифф согласился присоединиться. В том же году они выпустили альбом-камбэк Absolut Country Of Sweden. В 1993 году они выпустили концертный альбом Made In Sweden. Шоу также было снято на видео, но так и не было выпущено. Позже они выпустили новый концертный 7-дюймовый сингл Fucked In Finland, а затем альбом Scandinavian Jawbreaker. После выпуска этого альбома группа распалась и участники начали работать в других группах, таких как Driller Killer (Клифф) и Wolfpack (Джонссон).
В 2005 году Dead City Records выпустили LP A Tribute To Anti-Cimex, в котором приняли участие краст и ди-бит группы со всего мира, на которые повлияли Anti-Cimex. Известные группы включают Disclose (Япония), Wolfbrigade (Швеция), Ratos de Porão (Бразилия), Doom (Великобритания) и многое другое.

## Участники

### Последний состав
- Томас «Фреке» Йонссон — бас (1981), вокал (1982—1993) (бывший участник Wolfpack, Moment Maniacs, бывший участник Shitlickers)
- Клифф Люндберг — гитара (1990—1993) (Driller Killer, Perukers, Moderat Likvidation, Black Uniforms)
- Роберт «Лефти» Йоргенсен — бас (1991—1993; умер) (Driller Killer, Perukers, Black Uniforms)
- Чарли Клэсон — ударные (1981—1993), бас (1985) (Troublemakers, Driller Killer, Not Enough Hate, Psychotic Youth, The Great German Re-Research, Death Dealers, The Partisans)

### Бывшие участники
- Нильс «Ниллен» Андерсон — вокал (1981—1982)
- Йоаким «Йоке» Питерсон — гитара (1981—1986)
- Бонни «Бонта» Понтен — гитара, вокал (1981)
- Кристиан «Каттинг» — бас (1982; умер)
- Сикстен Андерссон — бас (1984—1985)
- Конрад — бас (1983; 1985—1991)
- Жан-Луи Юта — ударные (1984—1987)
- Патрик Гранат — ударные (1985)

## Дискография

### Студийные альбомы
- Absolut Country of Sweden (1990, переиздан в 2000 с дополнительными треками)
- Scandinavian Jawbreaker (1993)

### EP
- Anarkist Attack (1982, записан в декабре 1981)
- Raped Ass (1983)
- Victims of a Bomb Raid (1984)
- Fucked In Finland (1993)
- Demos 81-85 (2007)

### 12"
- Criminal Trap (1986)

### Live альбомы
- Made In Sweden (Live, 1993)
- Fucked in Finland (Live, 1993)

### Появления в сборниках
- Really Fast; Vol. 1 | LP (Really Fast, 1983)
- Vägra För Helvete | LP (Rosa Honung, 1983)
- Birkagarden | LP (Rosa Honung, 1985)
- I Thrash Therefore I Am | (BCT, 1985)
- Afflicted Cries in the Darkness of War | LP (New Face, 1986)
- What Are You Doing About That Hole in Your Head | LP (Rot, 1986)
- Eat My Brain, Go Insane | LP (Revoltation, 1995)
- Varning För Punk 3 | CD (Distortion, 1997)